# Saint-Aubin-du-Thenney
Pour les articles homonymes, voir Saint-Aubin.
Saint-Aubin-du-Thenney est une commune française située dans le département de l'Eure, en région Normandie.

## Géographie

### Localisation
|                       | Capelle-les-Grands     | Grand-Camp |
| Saint-Jean-du-Thenney | Saint-Aubin-du-Thenney | Broglie    |
|                       | La Chapelle-Gauthier   |            |

### Hydrographie
La commune est située dans le bassin Seine-Normandie. Elle est drainée par le Cosnier,.
Le Cosnier, d'une longueur de 13 km, prend sa source dans la commune  et se jette  dans la Charentonne à Bernay, après avoir traversé quatre communes.

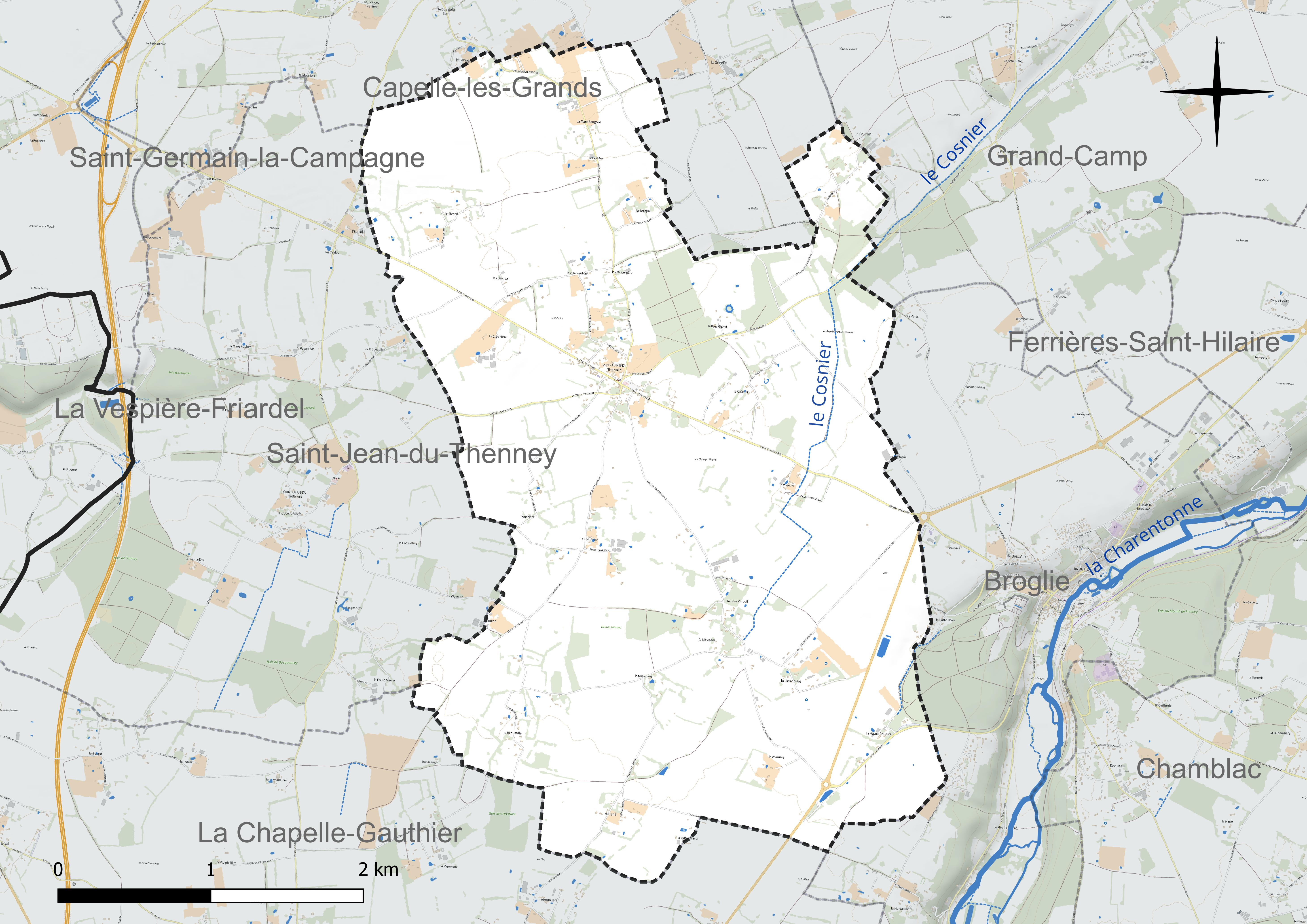
Réseau hydrographique de Saint-Aubin-du-Thenney.

### Climat
Pour des articles plus généraux, voir Climat de la Normandie et Climat de l'Eure.
En 2010, le climat de la commune est de type climat océanique dégradé des plaines du Centre et du Nord, selon une étude du CNRS s'appuyant sur une série de données couvrant la période 1971-2000. En 2020, Météo-France publie une typologie des climats de la France métropolitaine dans laquelle la commune est exposée à un climat océanique et est dans la région climatique  Côtes de la Manche orientale, caractérisée par un faible ensoleillement (1 550 h/an) ; forte humidité de l’air (plus de 20 h/jour avec humidité relative > 80 % en hiver), vents forts fréquents. Parallèlement le GIEC normand, un groupe régional d’experts sur le climat, différencie quant à lui, dans une étude de 2020, trois grands types de climats pour la région Normandie, nuancés à une échelle plus fine par les facteurs géographiques locaux. La commune est, selon ce zonage, exposée à un « climat contrasté des collines », correspondant au Pays d’Auge, Lieuvin et Roumois, moins directement soumis aux flux océaniques et connaissant toutefois des précipitations assez marquées en raison des reliefs collinaires qui favorisent leur formation.
Pour la période 1971-2000, la température annuelle moyenne est de 10 °C, avec  une amplitude thermique annuelle de 13,6 °C. Le cumul annuel moyen de précipitations est de 834 mm, avec 12,7 jours de précipitations en janvier et 8,6 jours en juillet. Pour la période 1991-2020, la température moyenne annuelle observée sur la station météorologique la plus proche, située sur la commune de Bernay à 11 km à vol d'oiseau, est de 10,9 °C et le cumul annuel moyen de précipitations est de 666,9 mm,. Pour l'avenir, les paramètres climatiques de la commune estimés pour 2050 selon différents scénarios d’émission de gaz à effet de serre sont consultables sur un site dédié publié par Météo-France en novembre 2022.

## Urbanisme

### Typologie
Au 1er janvier 2024, Saint-Aubin-du-Thenney est catégorisée commune rurale à habitat très dispersé, selon la nouvelle grille communale de densité à 7 niveaux définie par l'Insee en 2022.
Elle est située hors unité urbaine. Par ailleurs la commune fait partie de l'aire d'attraction de Bernay, dont elle est une commune de la couronne,. Cette aire, qui regroupe 36 communes, est catégorisée dans les aires de moins de 50 000 habitants,.

### Occupation des sols
L'occupation des sols de la commune, telle qu'elle ressort de la base de données européenne d’occupation biophysique des sols Corine Land Cover (CLC), est marquée par l'importance des territoires agricoles (95,5 % en 2018), une proportion identique à celle de 1990 (95,5 %). La répartition détaillée en 2018 est la suivante : 
terres arables (59 %), prairies (36,5 %), forêts (4,5 %). L'évolution de l’occupation des sols de la commune et de ses infrastructures peut être observée sur les différentes représentations cartographiques du territoire : la carte de Cassini (XVIIIe siècle), la carte d'état-major (1820-1866) et les cartes ou photos aériennes de l'IGN pour la période actuelle (1950 à aujourd'hui).

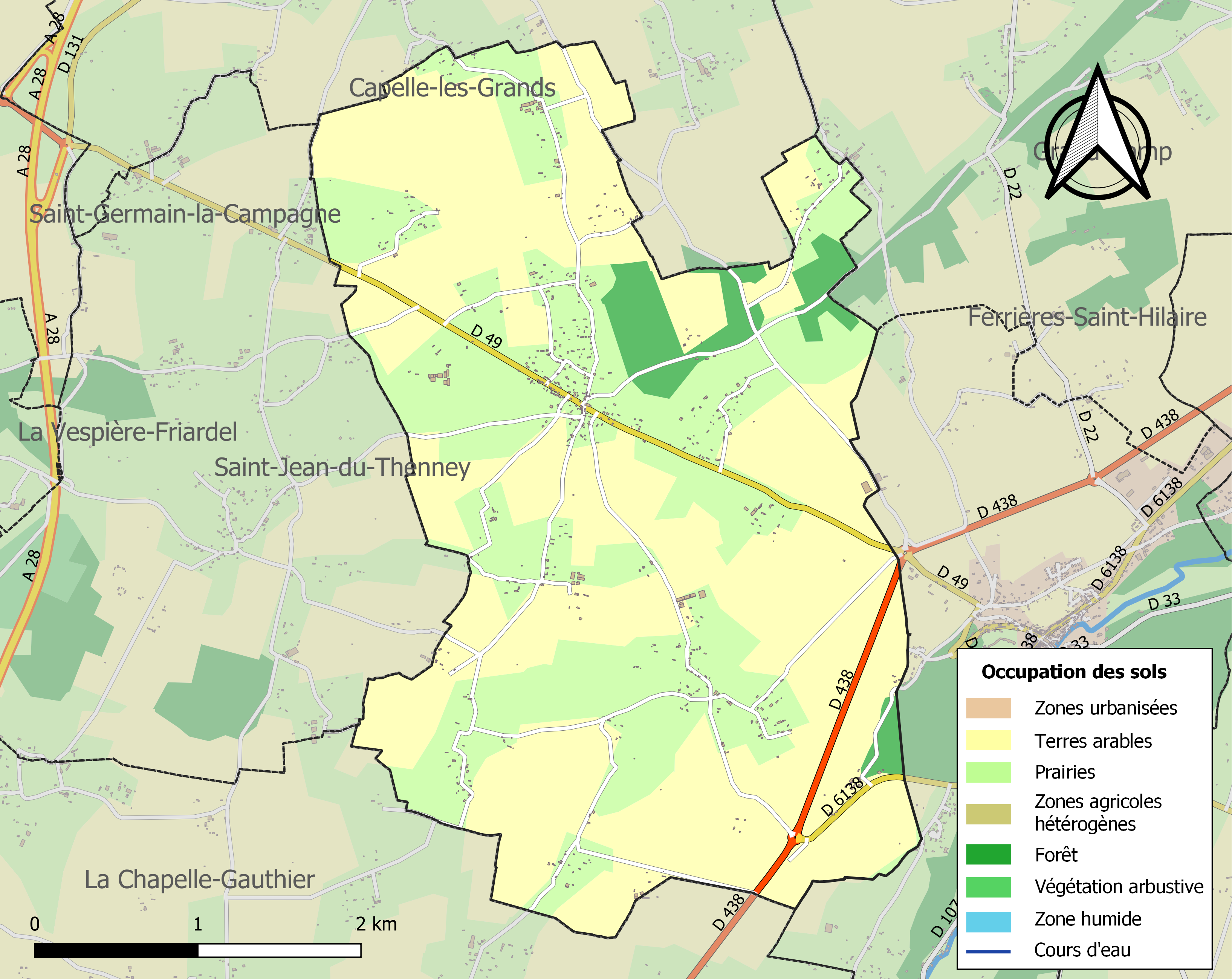
Carte des infrastructures et de l'occupation des sols de la commune en 2018 (CLC).

## Toponymie

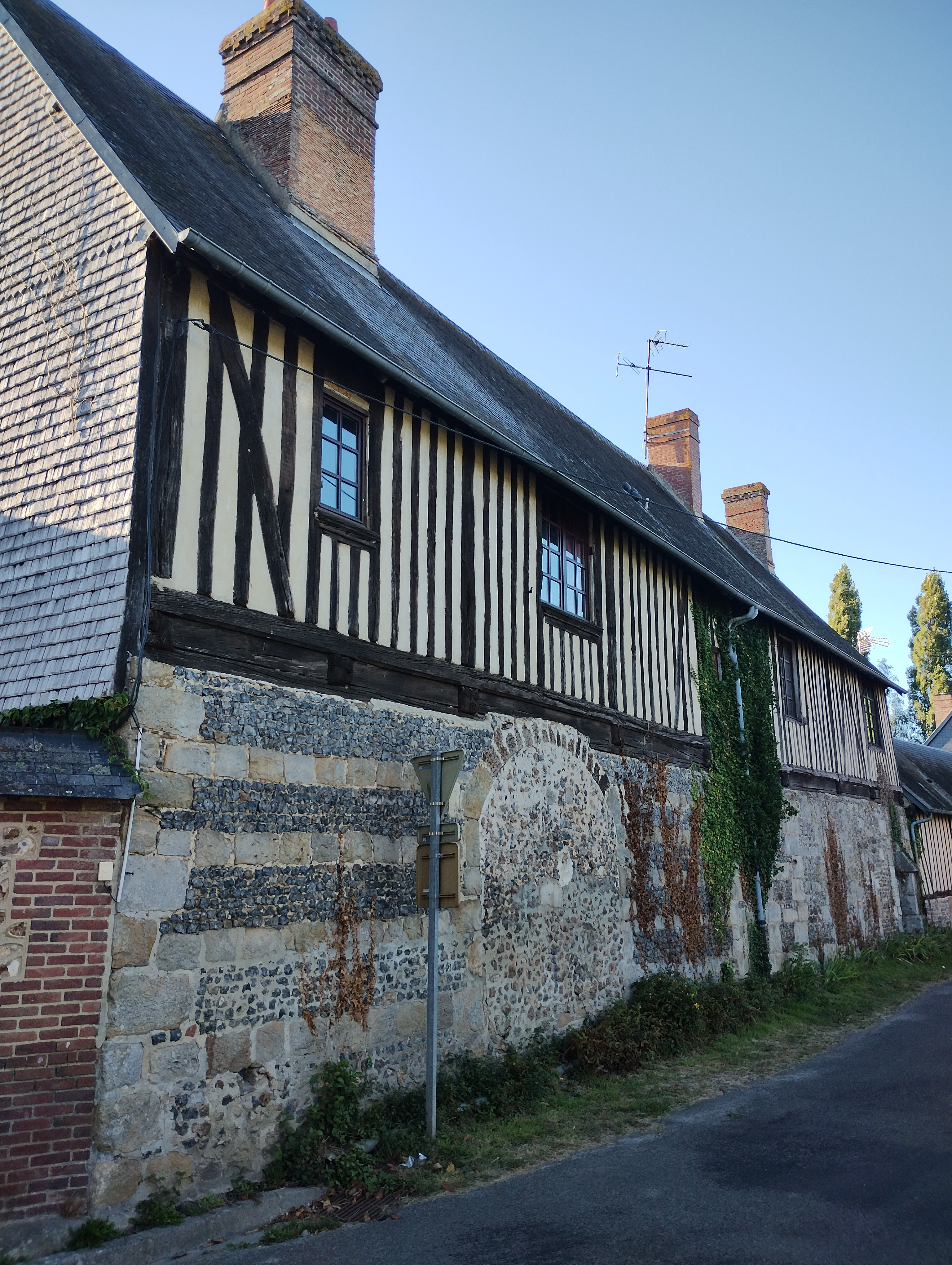
Maison ancienne

Le nom de la localité est attesté sous les formes Thaneth vers 1050 (Fauroux 120); Sanctus Albinus de Taneio en 1238 (cartulaire de Préaux); Saint Aubin de Thennay en 1692 (ibid.); Saint-Aubin du Tenney en 1707 (ibid.), Saint Aubin de Tanney ou de Launay en 1722 (Masseville); Saint-Aubin-de-Thenay en 1809 (Peuchet et Chanlaire).
La forme de 1707 reflète l'apparition de l’article défini le, d'où de le > du. En effet, il n'y a pas d'article dans les formes antérieures. La division en deux paroisses du lieu Thaneth, à savoir saint-Aubin et Saint-Jean date du Moyen Âge.
Saint-Aubin est un hagionyme, l'église est dédiée à Aubin d'Angers.
Thaneth représente une formation toponymique antique ou médiévale de type *Tanetum, *Tannetum (*TANNETU), dont le suffixe -ETU d'origine indigène ou latine sert à désigner un ensemble d'arbres ou de plantes appartenant à la même espèce. -ETU a régulièrement donné la terminaison -ey en langue d'oïl (parfois noté -ay) ou plus rarement -é / -et (cf. Livet-en Ouche). Sa forme féminine -ETA a donné le suffixe toujours productif -aie (ancien français -aye cf. la Fontelaye) servant encore à désigner un ensemble d'arbres (exemples : chênaie; hêtraie; etc.).
Le premier élément Thenn- représente le celtique (gaulois) *tanno- « chêne vert », comme le suggère la forme la plus ancienne Thaneth cf. breton tannen « sorte de chêne »; cornique glastannen « chêne vert » et le vieil irlandais tinne « houx », arbre souvent associé au jeune chêne vert en raison d'un feuillage similaire (d'où latin quercus ilex). *Tanno- est souvent donné dans les ouvrages de référence pour un simple chêne, mais seul le mot cassinu > chêne est générique en français. Tanno- est également l'origine du français tan sorti de l'usage au sens de « chêne vert », mais ayant conservé une relation sémantique avec ce mot, et ses dérivés tanner; tanneur; tannerie.
Homonymie avec Tanis (Manche, Taneia 1172) et Tennie (Sarthe, Tanida IXe siècle), avec des évolutions locales du suffixe -ETU / -ETA > -i(e), ainsi que Thanney (Manche, Cérences) et Tannay (Ardennes, Nièvre). Ailleurs en Europe : Tanedo (Lombardie, Tanetum, Tite-Live) et Île de Thanet (GB, Kent, Tanatus, époque romaine),.

## Politique et administration

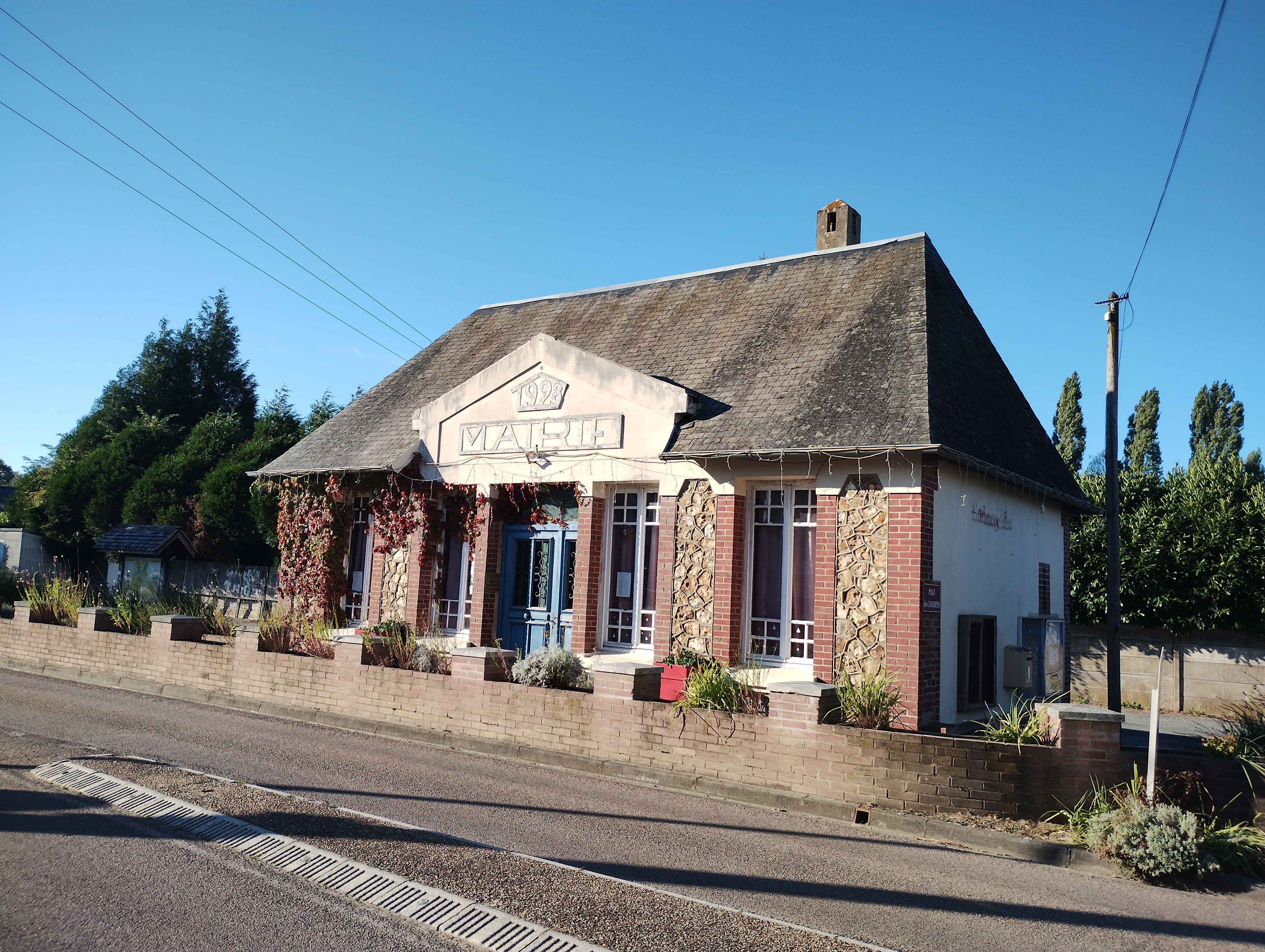
Mairie

| Période                                  | Période  | Identité              | Étiquette | Qualité |
| ---------------------------------------- | -------- | --------------------- | --------- | ------- |
| Les données manquantes sont à compléter. |          |                       |           |         |
| ca 1913                                  | En cours | Georges de Bonnechose |           |         |
| Les données manquantes sont à compléter. |          |                       |           |         |
| mars 2001                                | En cours | Nadia Nadaud          |           |         |
| Les données manquantes sont à compléter. |          |                       |           |         |

## Démographie
L'évolution du nombre d'habitants est connue à travers les recensements de la population effectués dans la commune depuis 1793. Pour les communes de moins de 10 000 habitants, une enquête de recensement portant sur toute la population est réalisée tous les cinq ans, les populations de référence des années intermédiaires étant quant à elles estimées par interpolation ou extrapolation. Pour la commune, le premier recensement exhaustif entrant dans le cadre du nouveau dispositif a été réalisé en 2006.

En 2022, la commune comptait 350 habitants, en évolution de −6,17 % par rapport à 2016 (Eure : −0,25 %, France hors Mayotte : +2,11 %).
| 1793  | 1800  | 1806  | 1821  | 1831  | 1836  | 1841 | 1846 | 1851 |
| ----- | ----- | ----- | ----- | ----- | ----- | ---- | ---- | ---- |
| 1 162 | 1 165 | 1 269 | 1 101 | 1 097 | 1 029 | 980  | 980  | 944  |

| 1856 | 1861 | 1866 | 1872 | 1876 | 1881 | 1886 | 1891 | 1896 |
| ---- | ---- | ---- | ---- | ---- | ---- | ---- | ---- | ---- |
| 866  | 813  | 784  | 693  | 674  | 642  | 606  | 578  | 538  |

| 1901 | 1906 | 1911 | 1921 | 1926 | 1931 | 1936 | 1946 | 1954 |
| ---- | ---- | ---- | ---- | ---- | ---- | ---- | ---- | ---- |
| 516  | 504  | 474  | 389  | 442  | 407  | 417  | 405  | 378  |

| 1962 | 1968 | 1975 | 1982 | 1990 | 1999 | 2006 | 2011 | 2016 |
| ---- | ---- | ---- | ---- | ---- | ---- | ---- | ---- | ---- |
| 357  | 345  | 307  | 329  | 300  | 322  | 339  | 358  | 373  |

| 2021 | 2022 | - | - | - | - | - | - | - |
| ---- | ---- | - | - | - | - | - | - | - |
| 360  | 350  | - | - | - | - | - | - | - |

## Lieux et monuments
- Église Saint-Aubin

## Personnalités liées à la commune
- André Vervoort (1865-1943), journaliste français, est mort et inhumé à Saint-Aubin-du-Thenney.